# Grzegorz Ciechowski

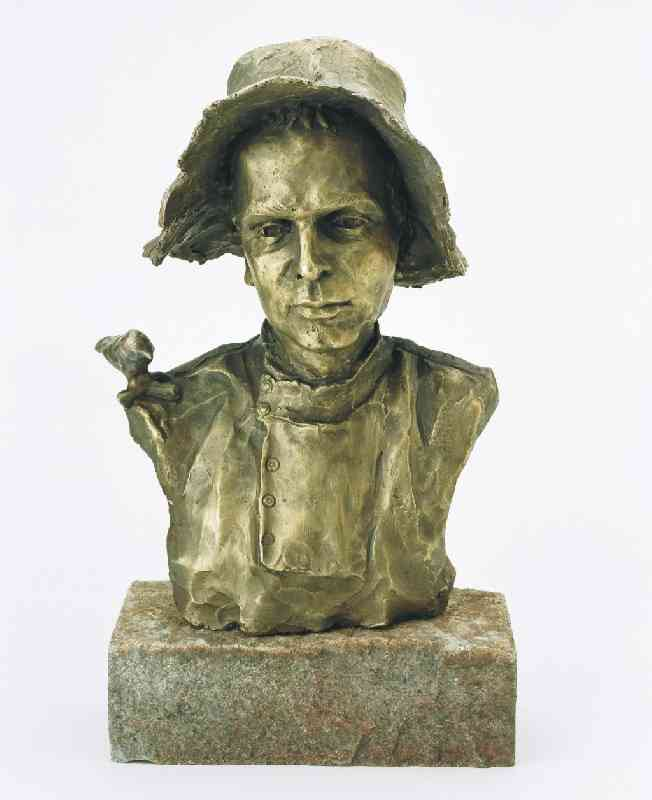
Popiersie Grzegorza Ciechowskiego wyrzeźbione przez Dorotę Dziekiewicz-Pilich

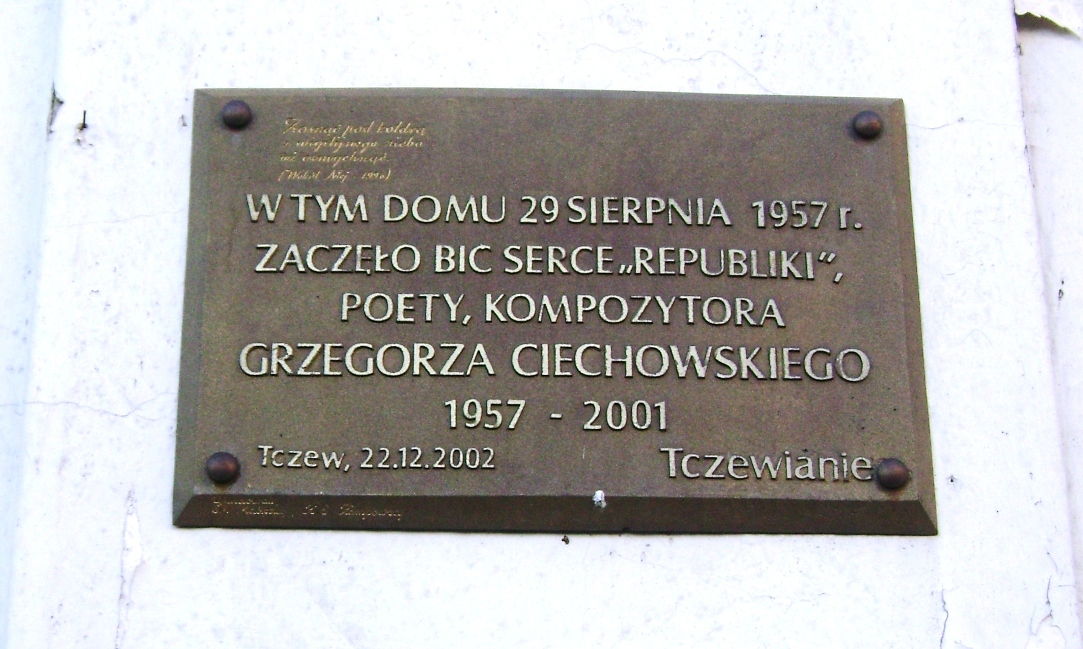
Tablica pamiątkowa w miejscu urodzenia Grzegorza Ciechowskiego na ścianie domu przy ul. Nowy Rynek w Tczewie

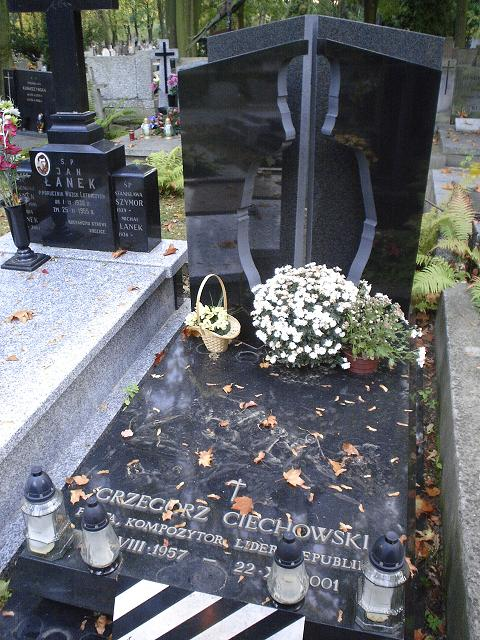
Grób Grzegorza Ciechowskiego na Powązkach Wojskowych

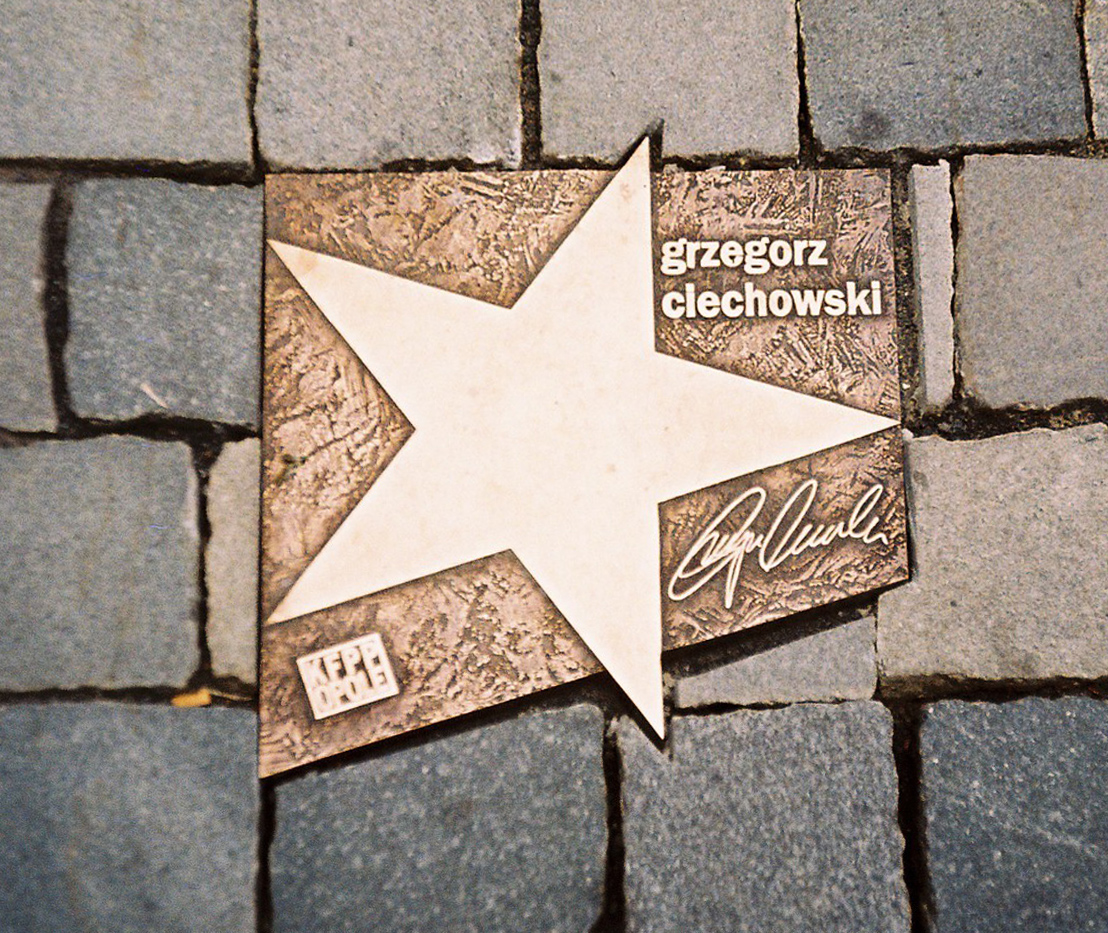
Gwiazda Grzegorza Ciechowskiego w Alei Gwiazd Polskiej Piosenki w Opolu

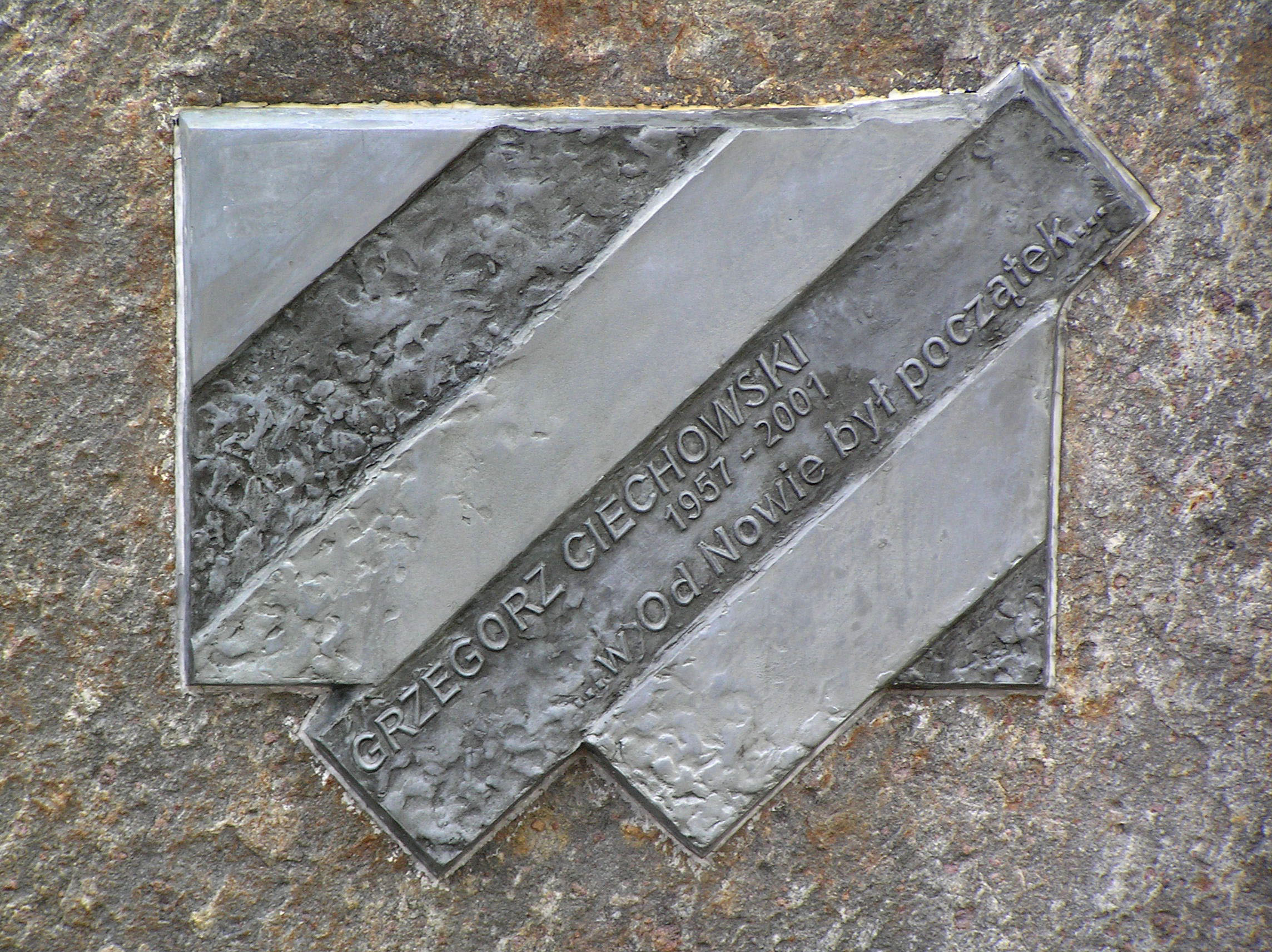
Tablica poświęcona Grzegorzowi Ciechowskiemu przed klubem Akademickie Centrum Kultury i Sztuki „Od Nowa” w Toruniu

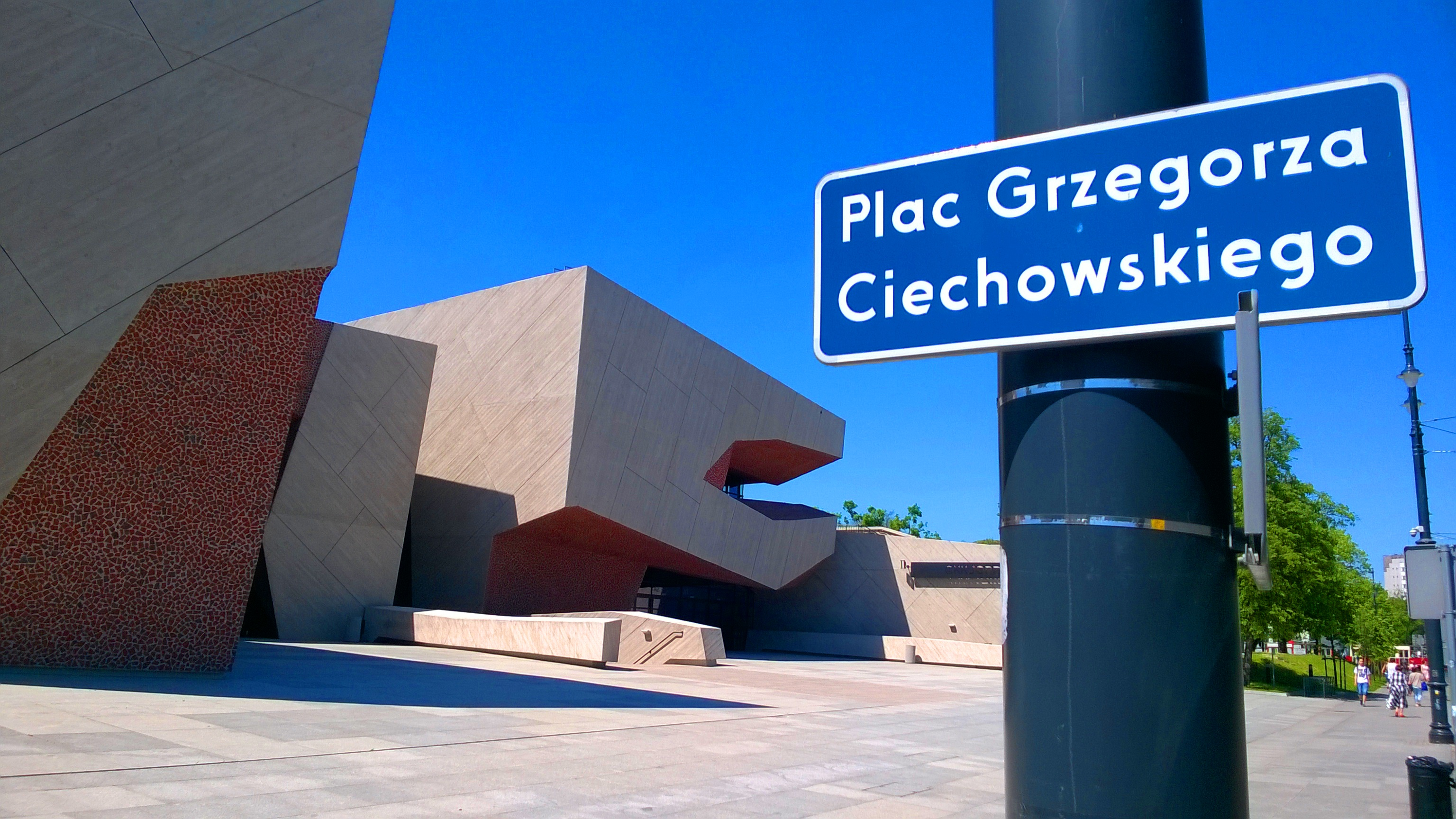
Plac im. Grzegorza Ciechowskiego przed Centrum Kulturalno-Kongresowym Jordanki w Toruniu

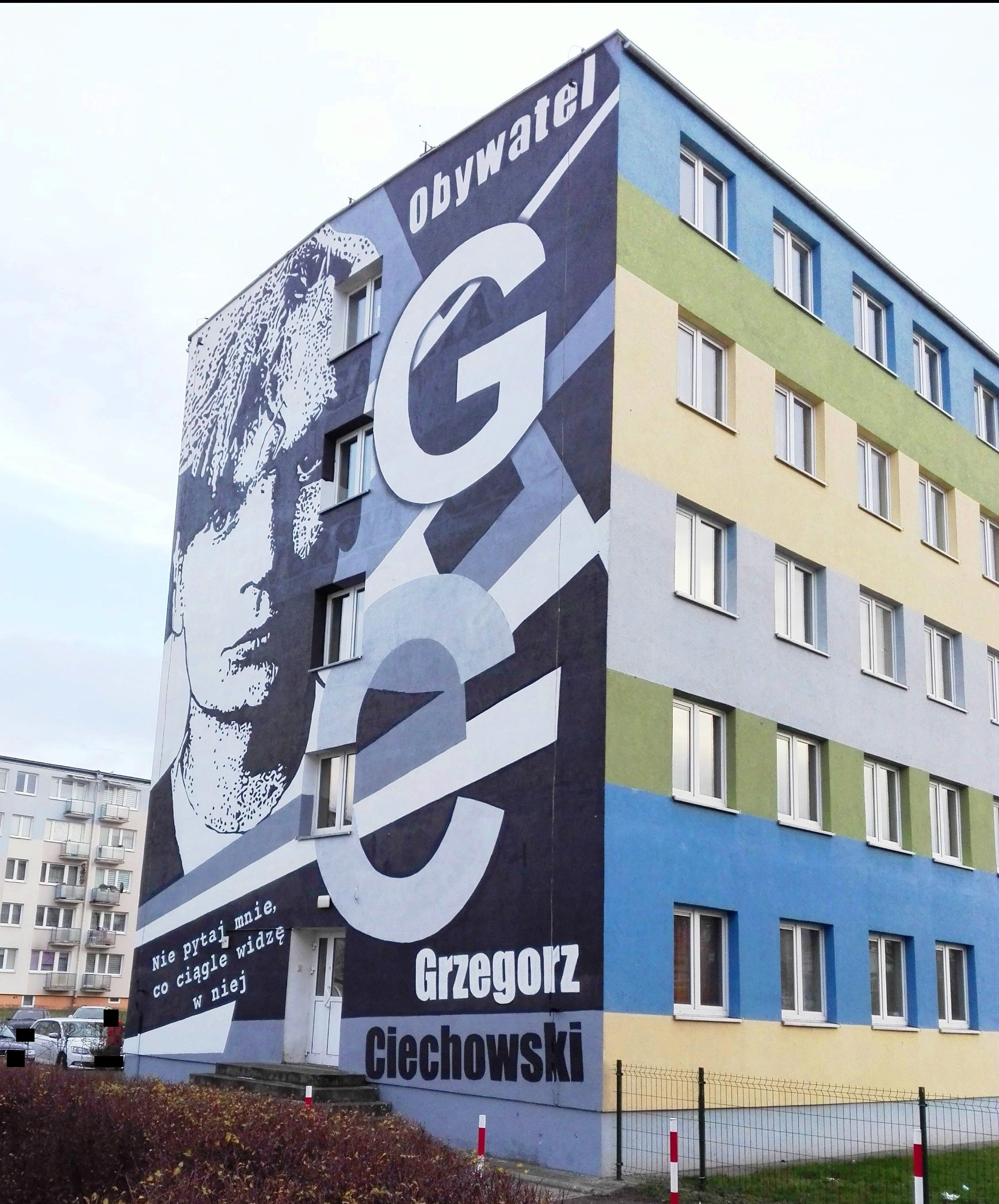
Mural na Domu Studenckim nr 12 w Toruniu

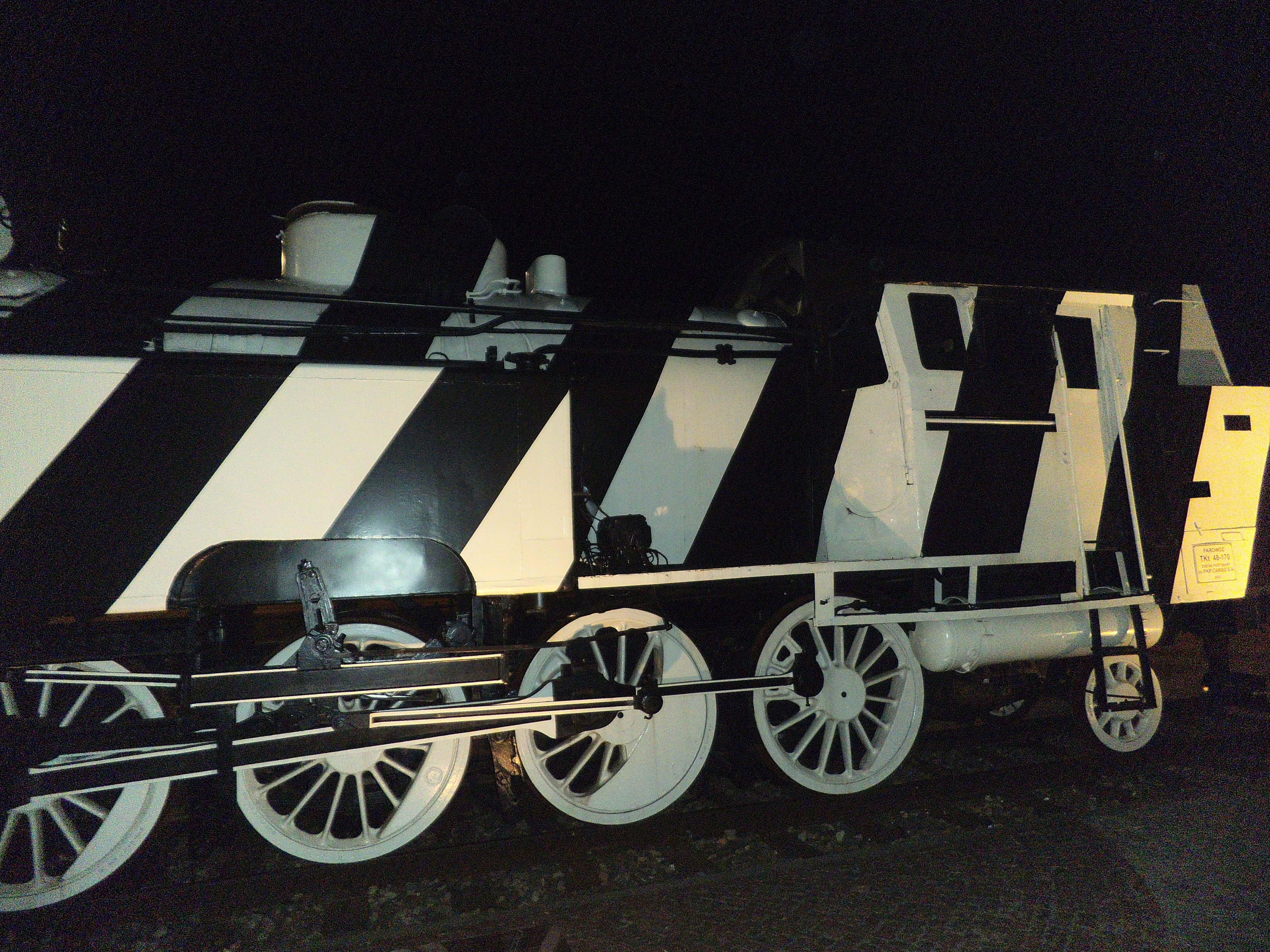
Parowóz TKt48-170 w barwach Republiki w Tczewie

Grzegorz Zbigniew Ciechowski (ur. 29 sierpnia 1957 w Tczewie, zm. 22 grudnia 2001 w Warszawie) – polski muzyk rockowy, pianista, flecista, poeta, kompozytor, felietonista, autor tekstów.
Działalność artystyczną zaczynał w toruńskim klubie studenckim „Od Nowa” w 1980. W tym samym roku został liderem i wokalistą zespołu Republika. Jako solista występował m.in. pod pseudonimami Obywatel G.C. i Grzegorz z Ciechowa. Pisał również teksty innym wykonawcom, m.in. zespołowi Lady Pank („Zostawcie Titanica”) i Justynie Steczkowskiej (pod pseudonimem Ewa Omernik).

## Życiorys

### Rodzina i edukacja
Urodził się 29 sierpnia 1957 w Tczewie. Był drugim z trojga dzieci Zbigniewa Ciechowskiego (1923–1993), prezesa tczewskiej Okręgowej Spółdzielni Mleczarskiej, i Heleny Omernik (1930–2022). Miał siostry: Aleksandrę (ur. 26 sierpnia 1954) i Małgorzatę (ur. 1966). Pochodzi z rodziny o muzycznych tradycjach – jego dziadek ze strony matki, Robert, należał do Berlińskiej Orkiestry Królewskiej, a rodzeństwo matki grało na różnych instrumentach. Był radosnym, beztroskim, odważnym i ciekawym świata dzieckiem, które wykazywało cechy przywódcze.
W latach szkolnych rozwijał zainteresowania muzyczne i literackie; grał na flecie i pianinie, wykazywał zainteresowanie jazzem, zbierał płyty i pisał wiersze (wzorował się na Janie Kasprowiczu i Kazimierzu Przerwa-Tetmajerze, był zafascynowany poezją Guillaume’a Apollinaire’a). Lubił sport; trenował lekkoatletykę i ćwiczył kulturystykę.
W 1976 ukończył naukę w I Liceum Ogólnokształcącym im. Marii Skłodowskiej-Curie w Tczewie. Studiował polonistykę na Uniwersytecie Mikołaja Kopernika w Toruniu. W trakcie studiów odbył praktyki studenckie w IV Liceum Ogólnokształcącym w Toruniu, wydał tom wierszy i rozpoczął karierę muzyczną.

### Kariera
Na początku kariery muzycznej grał w zespołach: Nocny Pociąg i Jazz Formation. Pisał teksty piosenek dla zespołu Symboliczna Łapka Misia. W 1979 dołączył jako flecista do zespołu Res Publica prowadzonego przez Jana Castora, a w 1980 został liderem i wokalistą grupy, i zmienił jej nazwę na Republika . Zespół rozpoczął publiczne występy jesienią 1981 w Studenckim Klubie Pracy Twórczej „Od Nowa” w Toruniu przy Uniwersytecie Mikołaja Kopernika w Toruniu. Nagrał z Republiką dwa albumy: Nowe sytuacje (1983) i Nieustanne tango (1984), na który napisał większość piosenek, a niektóre stały się przebojami.
Tworząc piosenki, najpierw komponował melodię, a dopiero później pisał teksty. Jako jeden z pierwszych w polskim show-biznesie zaczął stosować kontrowersję jako sposób na promocję zespołu i swojej osoby. Wyreżyserował reportaż radiowy, w którym zaprezentował się jako gwiazda rocka.
W styczniu 1986 wziął udział jako klawiszowiec w pierwszej sesji nagraniowej debiutanckiego albumu zespołu Kobranocka. W czerwcu tego samego roku zakończył działalność Republiki i, jako Obywatel G.C., wydał album o tym samym tytule. Jego solowa twórczość była bardziej osobista i łagodniejsza, a brzmienie bardziej oparte na instrumentach klawiszowych i mniej oryginalne niż wcześniej. Wyraźnie wzbogacił instrumentarium, grał m.in. na pianie Fendera i organach Hammonda. W sierpniu 1988 wystąpił na 27. Międzynarodowym Festiwalu Piosenki w Sopocie, na którym premierowo wykonał piosenkę „Nie pytaj o Polskę” ze swojej nadchodzącej płyty. Następnie wyruszył w cieszącą się popularnością trasę koncertową po Polsce pt. „Obywatel G.C. wchodzi na scenę”, która obejmowała występy w Warszawie, Poznaniu, Krakowie, Katowicach, Łodzi i Olsztynie. W czasie trwania tej trasy, w listopadzie 1988, wydał album pt. Tak! Tak!, który początkowo miał zawierać jego utwory w wykonaniu innych artystów, ale podczas nagrań demo zmienił zdanie i zdecydował się sam nagrać partie wokalne. Album promował singlami „Nie pytaj o Polskę” i „Tak... tak... to ja”, które dotarły do pierwszej miejsca na liście przebojów. W 1989 wydał album z napisaną przez siebie ścieżką dźwiękową do filmu Janusza Kijowskiego Stan strachu; soundtrack promował singlem „Ja Kain, ty Abel”.
W 1990 wrócił do śpiewania z Republiką, a pierwszy koncert po zjednoczeniu zagrali na 27. Krajowym Festiwalu Piosenki Polskiej w Opolu, na którym wystąpił także z projektem Obywatel G.C.. Po reaktywacji Republiki odbył z nią trasę koncertową dla amerykańskiej Polonii w Chicago i Nowym Jorku oraz wydał album pt. 1991, który promowali utworem „Lawa”. Ciechowski w tym samym roku wydał także solowy album pt. Obywatel świata i napisał muzykę filmową do serialu Schloss Pompon Rouge, a Roland Rowiński napisał scenariusz do filmu Obywatel świata na podstawie noweli Ciechowskiego. Artysta w 1993 wydał z Republiką album studyjny pt. Siódma pieczęć i album koncertowy pt. Bez prądu z akustycznymi aranżacjami ich utworów.
Od połowy lat 90. stabilizował swoje życie osobiste i karierę muzyczną, m.in. wydał składankową płytę solową pt. Selekcja i tom wierszy Wokół niej, a z Republiką nagrał płytę pt. Republika marzeń. W 1996 pod pseudonimem artystycznym Grzegorz z Ciechowa wydał album pt. OjDADAna z muzyką nawiązującą do polskiego folkloru, zawierającą m.in. utwór „Piejo kury, piejo”. Udzielał się też jako producent płytowy, współpracował m.in. z Kayah, Kasią Kowalską, Justyną Steczkowską, Marcinem Rozynkiem, Krzysztofem Antkowiakiem i Katarzyną Groniec. Został bohaterem filmu dokumentalnego Ewy Sałużanki Ciechowski, ty masz szczęście (1997). W 1998 nagrał i wydał album z Republiką pt. Masakra, który promowali przebojami: „Mamona”, „Raz na milion lat” i „Odchodząc”. Napisał ścieżkę dźwiękową do filmów: Moja Angelika (1999) Stanisława Kuźnika i Wiedźmin (2001).
Nagrania do kolejnej płyty Republiki przerwała niespodziewana śmierć Ciechowskiego. Kilka gotowych piosenek, m.in. „Śmierć na pięć”, zostało wydanych w 2002 na albumie pt. Republika. Zespół zakończył działalność koncertem pt. „Kombinat”, który odbył się 16 marca 2002 w ramach 23. Przeglądu Piosenki Aktorskiej.
Archiwalne nagrania Ciechowskiego i Republiki ukazały się po śmierci artysty w kilku obszernych wydawnictwach płytowych. Album z koncertem zespołu, zarejestrowanym w 1998 w studiu Programu Trzeciego, dołączono 7 listopada 2007 do dziennika „Rzeczpospolita”. Od kilku lat odbywają się w Tczewie festiwale jego muzyki In memoriam. Toruń przyznaje nagrodę artystyczną jego imienia. Pod koniec lata 2007 przygotowano książkę o Obywatelu G.C. pt. „Grzegorz Ciechowski 1957–2001. Wybitny artysta rodem z Tczewa”, którą zredagował jego szkolny kolega, poseł Jan Kulas.

### Śmierć i pochówek
Zmarł niespodziewanie w sobotę, 22 grudnia 2001 w szpitalu w Warszawie, po przeprowadzonej w trybie nagłym operacji tętniaka serca. Tuż przed tym zabiegiem spisał testament.
4 stycznia 2002 odbył się pogrzeb Ciechowskiego, a urnę z jego prochami złożono na cmentarzu Wojskowym na Powązkach (kwatera C 17, rząd 5).

## Nagrody
W 2002 otrzymał za album Wiedźmin Orła w kategorii „Najlepsza muzyka”.
Corocznie, podczas koncertu pamięci Grzegorza Ciechowskiego w Akademickim Centrum Kultury i Sztuki „Od Nowa” na toruńskich Bielanach, przyznawana jest specjalna nagroda jego imienia dla młodych, utalentowanych muzyków.
Prezydent Aleksander Kwaśniewski odznaczył go pośmiertnie Krzyżem Kawalerskim Orderu Odrodzenia Polski.
12 września 2009 na Międzynarodowym Festiwalu Producentów Muzycznych Soundedit '09 otrzymał pośmiertnie nagrodę „Człowiek ze Złotym Uchem”. Statuetkę w imieniu zmarłego producenta odebrała jego córka, Weronika Ciechowska.

## Upamiętnienie
- Od 2002 w Tczewie, rodzinnym mieście Ciechowskiego, odbywa się festiwal muzyczny „In Memoriam”, podczas którego od 2006 rozgrywany jest Ogólnopolski Konkurs Piosenek Grzegorza Ciechowskiego. Również od 2002 w Akademickim Centrum Kultury i Sztuki „Od Nowa” w Toruniu odbyła się koncert pamięci Grzegorza Ciechowskiego[45].
- Imieniem Grzegorza Ciechowskiego nazwano: ulicę w Łodzi (na osiedlu Mikołajew)[46], ulicę w miejscowości Kolonia Brużyca[47], ulicę na Ratajach w Poznaniu[48], skwer w warszawskiej dzielnicy Targówek[49], Amfiteatr w Tczewie[50], plac przed Centrum Kulturalno-Kongresowym Jordanki w Toruniu[51].
- Jego zespół Republika został uhonorowany w Toruniu w Piernikowej Alei Gwiazd, specjalną płytą mosiężną na trotuarze na Rynku Staromiejskim.
- W grudniu 2014 Narodowy Bank Polski wyemitował srebrne monety kolekcjonerskie poświęcone Grzegorzowi Ciechowskiemu – tradycyjną okrągłą i w kwadratową – w kształcie opakowania płyty CD. Ukazały się one w serii „Historia Polskiej Muzyki Rozrywkowej” w nakładzie 30 tys. sztuk każda[52].
- W 2012 w Tczewie umieszczono parowóz jako zabytek pomalowany w czarno-białe pasy[53].
- Na wydanej 3 sierpnia 2020 płycie Białasa pt. H8M5, w utworze „Inwazja” zostały wykorzystane słowa Grzegorza Ciechowskiego Inwazja spadnie na kraj z piosenki „Noc wampira” Republiki.
- W grudniu 2020 na szczycie budynku UMK przy ul. Reja 25 powstał mural upamiętniający Grzegorza Ciechowskiego[54].
- W 2021 jako „Grzegorz C” został wspomniany w coverze utworu „Czas Ołowiu” grupy Razem Robimy Dobro.
- Piosenki Grzegorza Ciechowskiego zostały wykorzystane przez Teatr Muzyczny w Poznaniu do stworzenia spektaklu muzycznego Kombinat[55], w reżyserii Wojciecha Kościelniaka.
- Na wydanej 2 listopada 2022 płycie Hard Rockets pt. Elektryczne Dziady i inne gusła znalazł się utwór "Rewolucja" stanowiący polemikę z piosenką "Tak... Tak... to ja...", którego tekst jest pisany z perspektywy świata po drugiej stronie lustra.

## Życie prywatne
W latach 70. ożenił się z Jolantą Muchlińską. Rozstał się z nią przez romans z aktorką i reżyserką Małgorzatą Potocką, z którą związany był od końca 1985 do 1993 i miał z nią córkę, Weronikę (ur. 1987), której zadedykował utwór „Piosenka dla Weroniki”. W 1994 poślubił Annę Wędrowską, z którą miał troje dzieci: Helenę (ur. 1995), Brunona (ur. 1996) i Józefinę (ur. 2002).
W Toruniu mieszkał w bloku przy ul. Szosy Lubickiej 172. Później mieszkał przy ul. Wojskowej na warszawskim Zaciszu.

## Dyskografia

### Jako Grzegorz z Ciechowa
- 1996: ojDADAna

### Jako on sam
- 1991: Schloss Pompon Rouge (ścieżka dźwiękowa)
- 2001: Wiedźmin (ścieżka dźwiękowa)
- 2004: Kolekcja – 10-płytowa antologia dokumentująca solową działalność artysty

### Inne wydawnictwa
- 2005: Republique – muzyka Grzegorza Ciechowskiego w aranżacji Stefana Sendeckiego wykonywana przez Kwartet Śląski
- 2007: Grzegorz Ciechowski 1957–2001 Wybitny artysta rodem z Tczewa – książka pod redakcją Jana Kulasa
- 2010: Ciechowski. Moja krew – największe przeboje Ciechowskiego i Republiki wykonane przez Kasię Kowalską w studiu imienia Agnieszki Osieckiej